# Pardomima
Pardomima là một chi bướm đêm thuộc họ Crambidae.

## Các loài
- Pardomima amyntusalis (Walker, 1859)
- Pardomima azancla Martin, 1955
- Pardomima callixantha E. L. Martin, 1955
- Pardomima distortana Strand, 1913
- Pardomima furcirenalis (Hampson, 1918)
- Pardomima margarodes Martin, 1955
- Pardomima martinalis Viette, 1957
- Pardomima phaeoparda Martin, 1955
- Pardomima phalaromima (Meyrick, 1933)
- Pardomima phalarota (Meyrick, 1933)
- Pardomima pompusalis (Walker, 1859)
- Pardomima telanepsia Martin, 1955
- Pardomima testudinalis (Saalmüller, 1880)
- Pardomima viettealis Martin, 1956
- Pardomima zanclophora E. L. Martin, 1955

Các loài trước đây
- Pardomima tumidipes (Hampson, 1912)